# Bombardeio de Borodianka
O bombardeio de Borodianka foi uma série de bombardeios efetuados pelas Forças Armadas Russas durante a invasão russa da Ucrânia em 2022.
Volodymyr Zelenskyy relatou a devastação da cidade em 7 de abril de 2022, uma semana após a descoberta do massacre de Bucha. Desde 17 de abril, 41 corpos foram encontrados de acordo com o Serviço de Emergência do Estado da Ucrânia.

## Ataques russos
Antes da invasão russa da Ucrânia em 2022, Borodianka, uma tranquila "cidade de uma rua"  ao norte de Kiev, tinha cerca de 13.000 habitantes.
Enquanto as forças russas lutavam dentro e perto de Kiev, Borodianka, que fica em uma estrada estrategicamente importante, foi alvo de vários ataques aéreos russos. De acordo com Iryna Venediktova, procuradora-geral da Ucrânia, os soldados russos usaram munições de fragmentação e foguetes Tornado e Uragan para destruir edifícios e dispararam "à noite, quando o número máximo de pessoas estaria em casa".  A maioria dos edifícios da cidade foram destruídos, incluindo quase toda a sua rua principal. Bombas russas atingiram o centro dos edifícios e os fizeram desmoronar enquanto os quadros permaneciam de pé.   Oleksiy Reznikov, ministro da Defesa, disse que muitos moradores foram enterrados vivos por ataques aéreos e lá ficaram por até uma semana até sua morte. Ele disse ainda que aqueles que foram ajudá-los foram alvejados por soldados russos.
Venediktova também acusou os soldados russos de "assassinatos, torturas e espancamentos" de civis.
Alguns moradores se esconderam em cavernas por 38 dias. Em 26 de março de 2022, a Rússia, repelida de Kiev, retirou-se progressivamente da região para se concentrar em Donbas. O prefeito de Borodianka disse que, à medida que o comboio russo se movia pela cidade, soldados russos dispararam por todas as janelas abertas. Ele estimou pelo menos 200 mortos.
Apenas algumas centenas de moradores permaneceram em Borodianka quando os russos se retiraram, com cerca de 90% dos moradores fugindo, e um número desconhecido de mortos nos escombros. As tropas russas em retirada colocaram minas por toda a cidade.

## Desenvolvimentos subsequentes
A Agence France-Presse chegou a Borodianka em 5 de abril. A AFP não viu nenhum corpo, mas relatou destruição generalizada e que algumas casas "simplesmente não existiam mais". O número de mortos humanos permaneceu incerto: um morador relatou que sabia de pelo menos cinco civis mortos, mas que outros estavam sob os escombros e que ninguém ainda havia tentado resgatá-los.
Em 7 de abril, Venediktova anunciou que 26 corpos iniciais haviam sido descobertos nos escombros de dois prédios destruídos. Ela enfatizou que Borodianka "é a cidade mais destruída da região" e que "somente a população civil foi atingida; não há instalações militares". O presidente Volodymyr Zelensky disse posteriormente que o número de mortos em Borodianka era "ainda pior" do que em Bucha.
A estação de rádio Europe 1 informou que dez dias após a partida dos russos, os bombeiros ainda trabalhavam para recuperar os corpos dos escombros para enterrá-los com dignidade. No entanto, seu trabalho é complicado pelo risco de colapso de outros edifícios. Mais corpos são descobertos a cada dia. Os necrotérios locais estão sobrecarregados e os cadáveres precisam ser transportados por 100 quilômetros ou mais.